# Tove Birkelund
Tove Birkelund (født 28. november 1928, død 24. juni 1986) var en dansk geolog og professor i historisk geologi ved Københavns Universitet.